# Nedre Kanada
Nedre Kanada (engelska: Province of Lower Canada, franska: Province du Bas-Canada) var en brittisk koloni i Nordamerika, vid den nedre delen av Saint Lawrencefloden, i den södra delen av dagens Québec. Det var en av två kolonier i dagens Kanada, den andra var Övre Kanada. Kolonin bildades 1791.
Nedre Kanada bestod av delar av den tidigare franska kolonin Nya Frankrike, vilken tagits över av Storbritannien efter Frankrikes förlust i fransk-indianska kriget. Andra delar av Nya Frankrike, som Storbritannien tagit över, blev Övre Kanada, Nova Scotia, och senare även New Brunswick och Prince Edward Island.
Nedre Kanada slogs samman med Övre Kanada och formade provinsen Kanada genom ett avtal 1841. Området kallades inofficiellt Östra Kanada. Senare blev området provinsen Québec.

### Fotnoter
1. ↑  ”Quebec” (på engelska). World Statesmen. http://www.worldstatesmen.org/Canada_Provinces_P-Y.html#Quebec. Läst 9 november 2015.